# L’Argentière-la-Bessée
L’Argentière-la-Bessée (okzitanisch L'Argentièra) ist eine französische Gemeinde mit 2.278 Einwohnern (Stand 1. Januar 2022) im Département Hautes-Alpes in der Region Provence-Alpes-Côte d’Azur.
Der Name stammt von einer nahe gelegenen Silbermine, die seit dem Mittelalter ausgebeutet und 1908 aufgegeben wurde. Der zweite Namensteil rührt von der Gemeinde la Bessée her, die eingemeindet wurde. Neben der Silbermine sind zahlreiche weitere Gebäude aus dem Mittelalter und der Neuzeit erhalten, wie etwa ein markanter Uhrenturm aus dem 20. Jahrhundert.

## Geographie
Der Ort liegt an den Mündungen des Fournel und der Gyronde in die Durance. Die nächstgrößere Stadt ist Briançon.

## Bevölkerungsentwicklung
| Jahr                       | 1962 | 1968 | 1975 | 1982 | 1990 | 1999 | 2007 | 2016 |
| Einwohner                  | 2238 | 2395 | 2434 | 2497 | 2191 | 2289 | 2304 | 2293 |
| Quellen: Cassini und INSEE |      |      |      |      |      |      |      |      |

## Wirtschaft
Neben Gewerbe ist der Tourismus der wichtigste Sektor. Wildwassersport auf der Durance sowie den Nebenflüssen der Durance und Canyoning in der Schlucht der Fournel, Via Ferrata sowie Wandern und Biken sind die sommersportlichen Angebote, im Winter ist L’Argentière-la-Bessée ein Skiort.

## Le Stade d’eau vive de l’Argentière-La Bessée
Die 1993 eröffnete Wildwasserstrecke ist eine Wildwasseranlage im natürlichen Flussbett der Durance für das Wildwasserpaddeln, Playboating und Rafting, sowie zum Trainieren und für Wettkämpfe im Wildwasserrennsport, Kanuslalom und Freestyle. Die Strecke ist 450 m lang, 6–30 m breit, hat mit einem Höhenunterschied von 4 m ungefähr 1 % Gefälle, einen mittleren Durchfluss von 50 bis 80 m³/s und den Schwierigkeitsgrad III. Auf der Strecke wurden 2015 die französischen Meisterschaften im Kajakslalom ausgetragen.

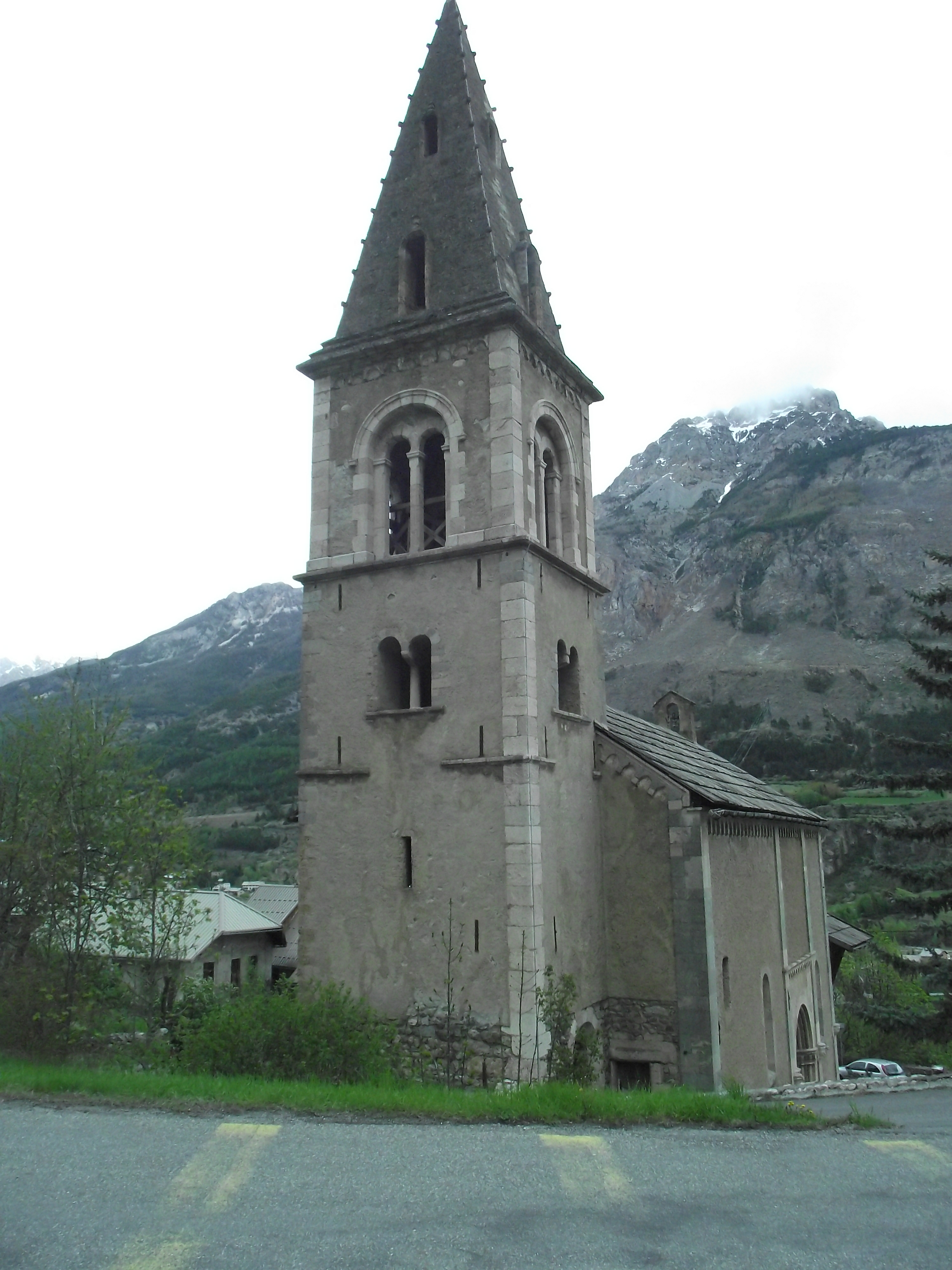
Kirche Saint-Apollinaire
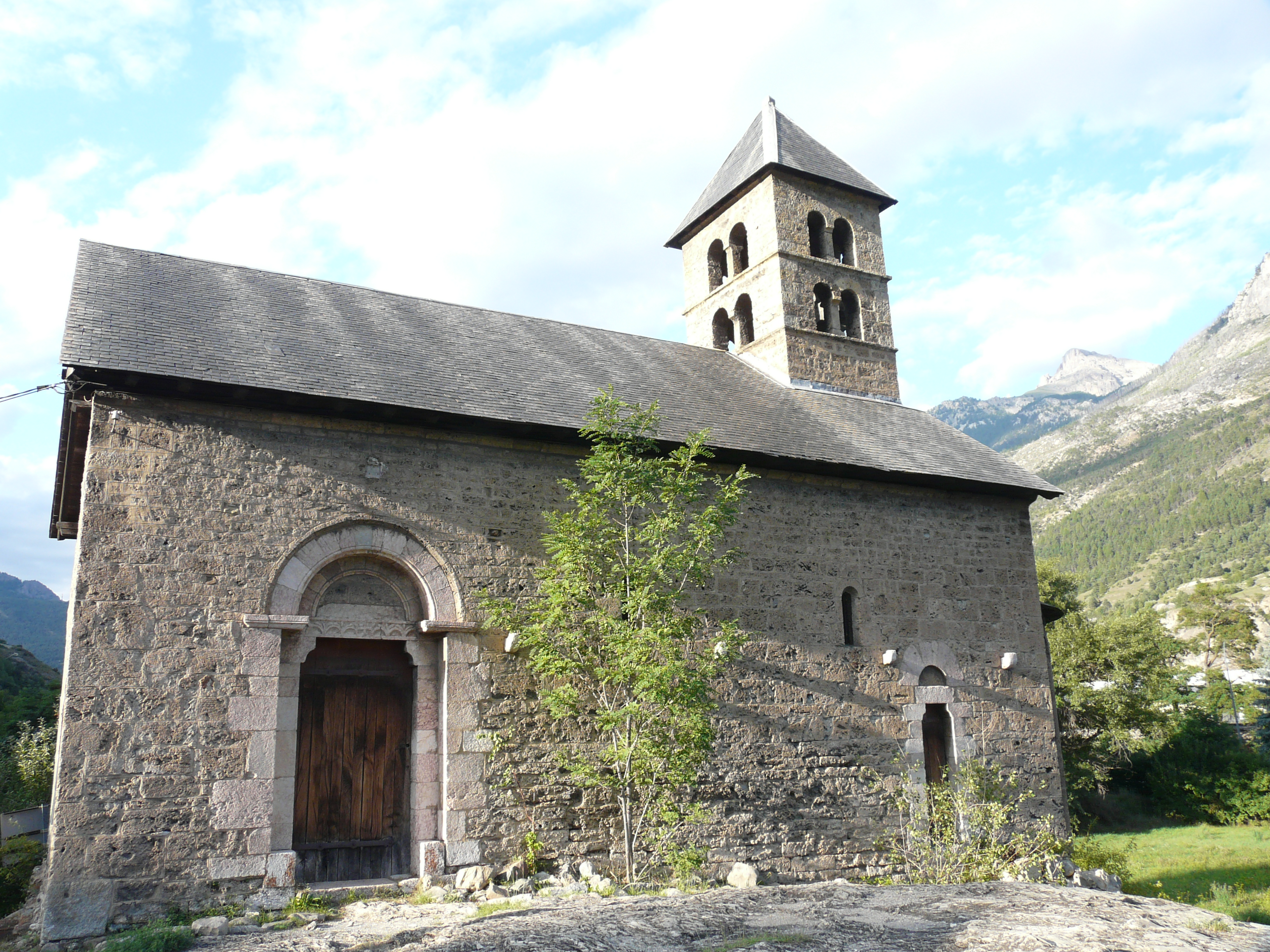
Kapelle Saint-Jean
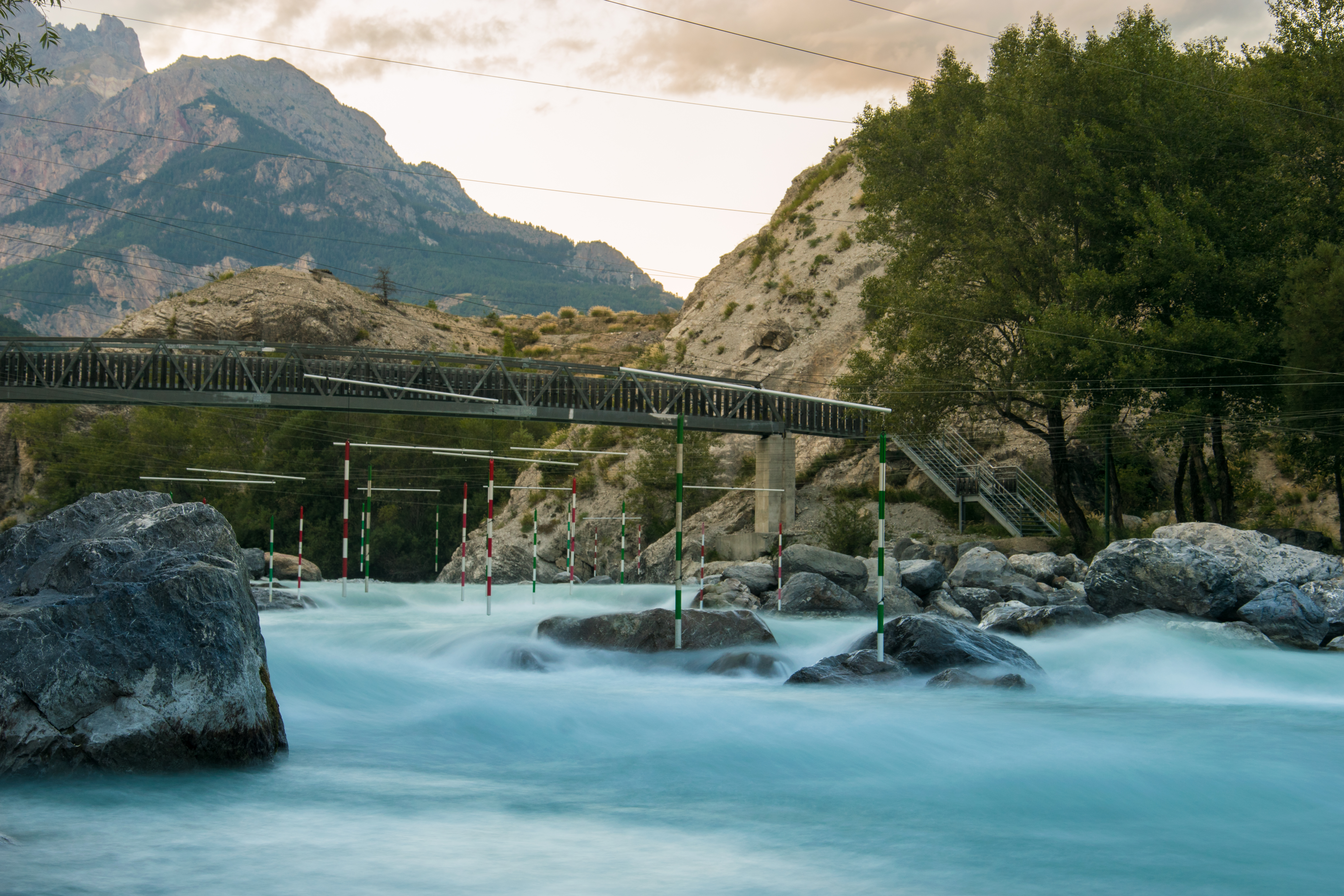
Slalom-Wildwasserstrecke